# Fernand Taha Gouya
Fernand Taha Gouya est un homme politique de Côte d'Ivoire. Signataire de la charte du C.N.R.D., il est le président de la Confédération des partis politiques non représentés dans les institutions de la République.